# Ойан Сансет
Ойан Сансет Тірапу (ісп. Oihan Sancet Tirapu; народився 25 квітня 2000, Памплона, Іспанія) — іспанський (баскський) футболіст, півзахисник клубу «Атлетік Більбао».

## Клубна кар'єра
Сансет — вихованець клубів «Осасуна» і «Атлетік Більбао». 2018 року для набуття ігрової практики Ойан почав виступати за дублерів Атлетіка. 16 серпня 2019 року в матчі проти «Барселони» він дебютував в Ла-Лізі. 27 червня 2020 року в поєдинку проти «Мальорки» Ойан забив свій перший гол за «Атлетік».

## Статистика виступів
Станом на 16 вересня 2020
| Клуб               | Сезон              | Ліга               | Ліга | Ліга | Кубок | Кубок | Європа | Європа | Інші | Інші | Загалом | Загалом |
| Клуб               | Сезон              | Дивізіон           | Ігри | Голи | Ігри  | Голи  | Ігри   | Голи   | Ігри | Голи | Ігри    | Голи    |
| ------------------ | ------------------ | ------------------ | ---- | ---- | ----- | ----- | ------ | ------ | ---- | ---- | ------- | ------- |
| Більбао Атлетік    | 2018–19            | Сегунда Дивізіон Б | 10   | 1    | –     | –     | –      | –      | –    | –    | 10      | 1       |
| Більбао Атлетік    | 2019–20            | Сегунда Дивізіон Б | 14   | 6    | –     | –     | –      | –      | 1    | 0    | 15      | 6       |
| Більбао Атлетік    | Загалом            | Загалом            | 24   | 7    | 0     | 0     | 0      | 0      | 1    | 0    | 25      | 7       |
| Атлетік (Більбао)  | 2019–2020          | Ла-Ліга            | 12   | 1    | 2     | 0     | –      | –      | –    | –    | 14      | 1       |
| Загалом за кар'єру | Загалом за кар'єру | Загалом за кар'єру | 36   | 8    | 2     | 0     | 0      | 0      | 0    | 0    | 39      | 8       |

Нотатки
1. ↑  Ігри в плей-оф Сегунда Дивізіон Б 2020.

## Титули і досягнення
«Атлетік» (Більбао)
- Володар Кубка Іспанії: 2023–24[4]
- Володар Суперкубка Іспанії: 2020

Збірна Іспанії (до 18)
- Переможець Середземноморських ігор: 2018

Особисті
- Гравець місяця Ла-Ліги: лютий 2025[5]